# Mac Martin
Mac Martin is een Amerikaans triatleet en duatleet uit Pennsylvania. 
Hij werd in 1989 tweede op de triatlon van Almere. Zijn sterkste punt is het fietsen. Opvallend van Mac Martin is dat hij de triatlon voltooide in een lage trapfrequentie. 

## Titels
- 1989: Amerikaans kampioen triatlon M45-49: 2001

## Belangrijke prestaties
- 1983: 9e Ironman Hawaï - 10:04.27
- 1986: 10e Ironman Hawaï - 9:20.00
- 1987: kampioen van Cleveland
- 1989:  triatlon van Almere - 8:34.48
- 1992:  Ironman Lanzarote - 9:29.32
- 1996: 77e Ironman Hawaï - 9:24.12
- 1998:  M40-44 WK lange afstand in Sado (eiland)
- 2005: 46e halve Ironman Florida